# Felipe Titto
Felipe Titto, né le 12 septembre 1986 à São Paulo, est un acteur, entrepreneur,  mannequin et animateur de télévision brésilien.

## Biographie
Entre 2004 et 2020, il travaille pour le réseau télévisé TV Globo, jouant dans plusieurs de leurs telenovelas.
De 2015 à 2017, il présente la version brésilienne de l'émission américaine Are You the One? sur MTV (Brasil). En 2021, il est invité dans l'émission Shark Tank Brasil sur le réseau Rede Bandeirantes. 

## Filmographie choisie

### Telenovelas
- 2005 : Malhação : Frederico
- 2012 : Avenida Brasil : Sidney de las Gracias
- 2013 : Amor à Vida : Wagner Carvalho
- 2015 : A Regra do Jogo : MC Limón (apparition)
- 2017-2018 : O Outro Lado do Paraíso : Odilo
- 2019 : A Dona do Pedaço : Abdias

### Cinéma
- 2007 : Not by Chance, avec Rodrigo Santoro
- 2016 : Esteros : Tuto